# ライブロック

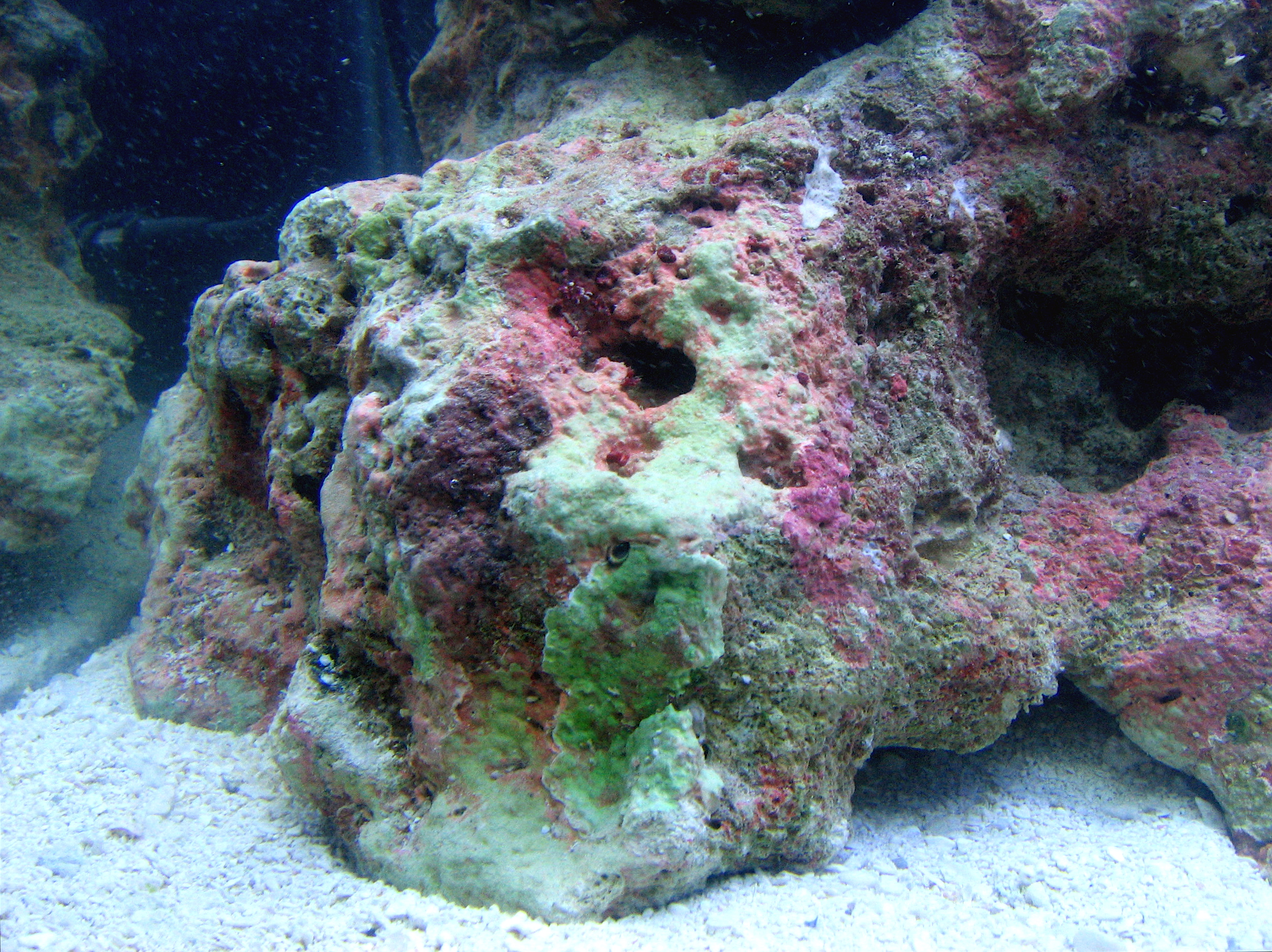

ライブロック（英語：Live rock）とは、珊瑚礁を形成する浅海において主に死サンゴの骨格が風化し、表層に様々な生物群集が繁殖した状態のものを指す。ベルリン式、さらに広い意味でのナチュラルシステムでのリーフアクアリウム飼育に必須なアイテムである。これに生息する無脊椎動物やバクテリアなどの生物群集が閉鎖環境下の水質維持に貢献するからである（硝化・脱窒）。

## 概要
1990年代以降の技術と器材の進化により、リーフアクアリウムでハードコーラル（造礁サンゴ）の飼育が可能になると、水槽内に導入することによる生物相の多様化と水質維持にライブロックの有用性と商品性が評価されるようになり、国際的なアクアリウムトレードの取引対象となった。後述するように現在は天然採取に対する国際的な規制が強化され、グローバルマーケットでは擬岩による人工ライブロックに移行しつつある。

## 成分・組成
石灰岩に分類され、主としてハードコーラル（造礁サンゴ）の骨格である炭酸カルシウムを主成分とする。結晶構造はアラレ石である。海中に長く蓄積されている間に、様々な微生物や付着生物が棲息する。岩塊表面は赤や紫色の石灰藻（真正紅藻綱サンゴモ亜綱サンゴモ目）に覆われていることが多い。

## 機能
多孔質のため、細孔に多くの細菌や古細菌が棲息し、硝化作用と脱窒のサイクルで水質浄化を担う。海藻や二枚貝、カイメン、ケヤリムシなどの付着生物も水質浄化に寄与するが、後述するように採取後の輸送段階でダメージを受けたり、水槽内環境に適合できずに死滅することが少なくなく、水槽導入前のキュアリングがおこなわれるのが一般的である。
ライブロックはそれ自体、生き物として見なすべきである。上手に飼育することで数ヶ月後に思わぬ生き物が顔を出すこともある。また、飼育期間が長くなった場合、ライブロックを新しいものに交換する手法を取る人もいる 。

## キュアリング
天然のライブロックには水槽内では生存出来ない生物種も多く付着しており、そのまま水槽へ投入すると死滅・腐敗する可能性が高いため、キュアリングという作業を行う必要がある。これは、大量の海水中に強めの水流・エアレーションで攪拌し、定期的に換水しながら一定期間放置することである。これを上手に行うことで、閉鎖水域でも生存可能な生物のみを水槽へ導入でき、安全である。一般にカイメン類は腐敗する傾向がある 。
ライブロックに付着する生物が必ずしも有益とは限らない。カニ類は魚を捕食したり、レイアウトを崩すこともある。ウニ類は種類によっては海藻を食べてくれる為有用とされるが、それでも大きくなるとレイアウトを崩すことがある。魚食性のシャコや刺胞毒の強いイソギンチャクなどが付いていることもあるし、サンゴを捕食する巻き貝がいることもある。これらを取り除くことも、上記キュアリングの目的のひとつである 。

## ワシントン条約によるライブロックの規制
ライブロックはそれ自体にサンゴの幼体などの貴重な生物種が付着するのみならず、採取作業に伴うサンゴ礁への悪影響が懸念されてきた。2010年にケニアのナイロビで開催された絶滅のおそれのある野生動植物の種の国際取引に関する条約（ワシントン条約、CITES）第15回締約国会議において、附属書Ⅱに掲載されるイシサンゴ目（Scleractinia）の新しい定義が採択された。同定義では、ライブロックは規制対象外の化石とは異なる“Coral Rock”に含むものとされたうえで、 運用上はイシサンゴ目未特定種（Scleractinia spp.）とすることによりCITESの規制対象品目とされている。同定義は2014年6月に発効し、翌年の2015年からライブロックの輸出数量制限（Export Quotas） がスタート、主要産出国であるフィジーとインドネシアが輸出制限をおこなったことで、グローバルマーケットでの天然ライブロック取引量は、2013年の4000トン超から2021年には約400トンまで1/10の規模にまで縮小している。

## 日本国内での規制
日本国内では、多くの自治体が漁業調整規則等によって、漁業権のある漁場内での岩礁破砕や土砂・岩石の採取を原則禁止しており（知事の許可が必要）、ライブロックの採集も同様の規制対象となっている。沖縄県では、サンゴ礁保全のため、天然ライブロックの漁猟を原則として停止しており、養殖ライブロックを推進している。天然ライブロックは、漁猟として許可が下りる和歌山県などで採取されたものがインターネット通販で流通している。

## 養殖人工ライブロック
石灰などで人工的な模型を造り、それを海中に放置することでアクアリウム飼育に適する生物群集を付着させた合法的人工ライブロックも既に市場に出回っているが、付着した生物群に貴重な種が存在する可能性は否定できず、果たして本当にエコロジカルなのかという疑問は残る。また、人工ライブロックが天然のものと同一の効果があるのかどうかも見極める必要があるだろう。
擬岩ベースの養殖ライブロックは、沖縄県石垣島で1996年に創業したC.P.ファームが先駆けとおもわれる。現在、同島では八重山漁業協同組合も養殖ライブロック生産をおこなっている。